# Gorenje Kamenje pri Dobrniču
Gorenje Kamenje pri Dobrniču – wieś w Słowenii, w gminie Trebnje. W 2018 roku liczyła 47 mieszkańców.